# Diócesis de Saint-Brieuc
La diócesis de Saint-Brieuc (en latín: Dioecesis Briocensis y en francés: Diocèse de Saint-Brieuc et Tréguier) es una circunscripción eclesiástica de la Iglesia católica en Francia. Se trata de una diócesis latina, sufragánea de la arquidiócesis de Rennes. Desde el 20 de agosto de 2010 su obispo es Denis Moutel. Desde el 23 de enero de 1852 los obispos de Saint-Brieuc llevan el título de obispos de Tréguier (en latín: Trecorensis).

## Territorio y organización

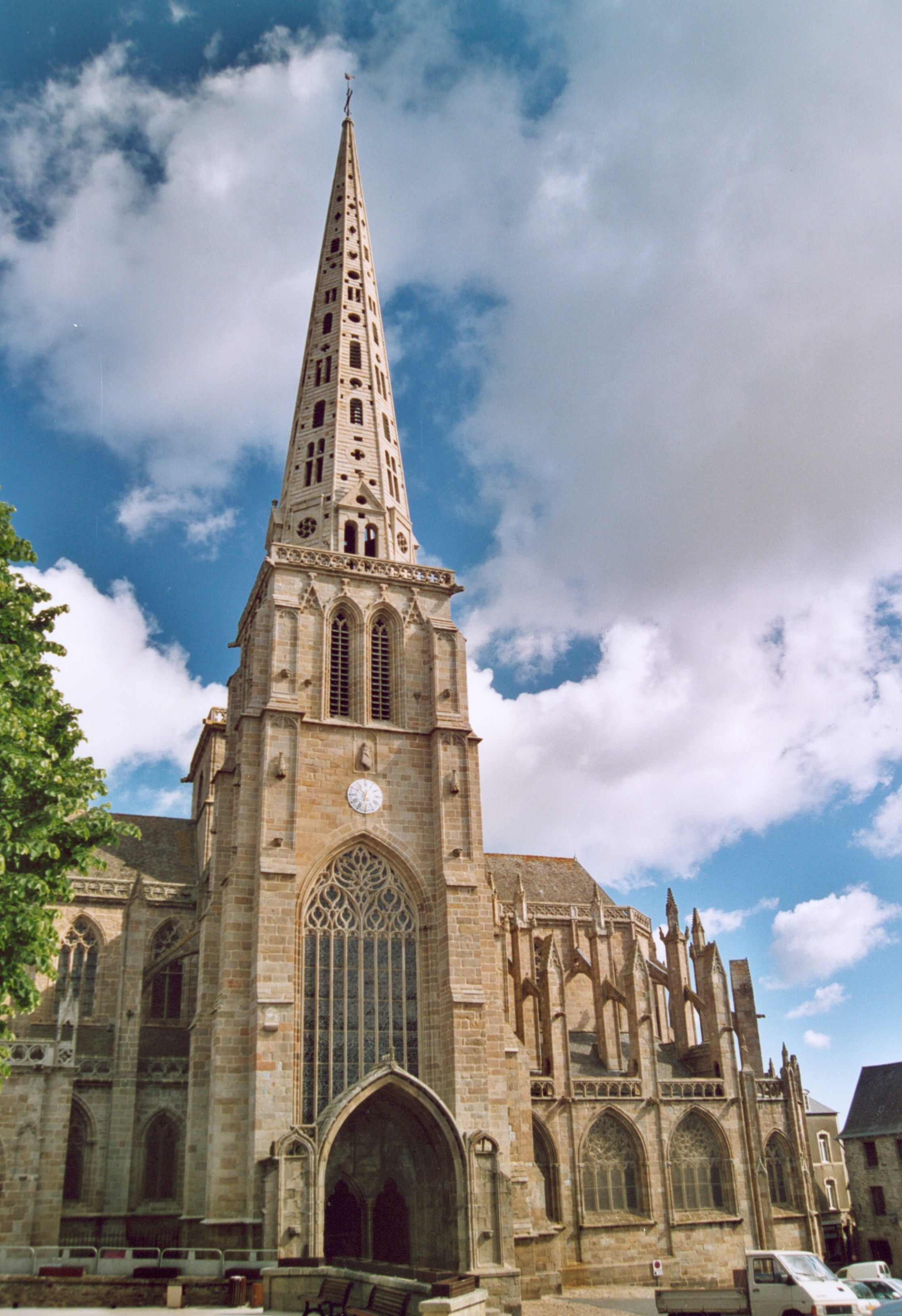
Excatedral basílica de San Tugdual, en Tréguier

La diócesis tiene 6867 km² y extiende su jurisdicción sobre los fieles católicos de rito latino residentes en el departamento de Costas de Armor en la región de Bretaña.  

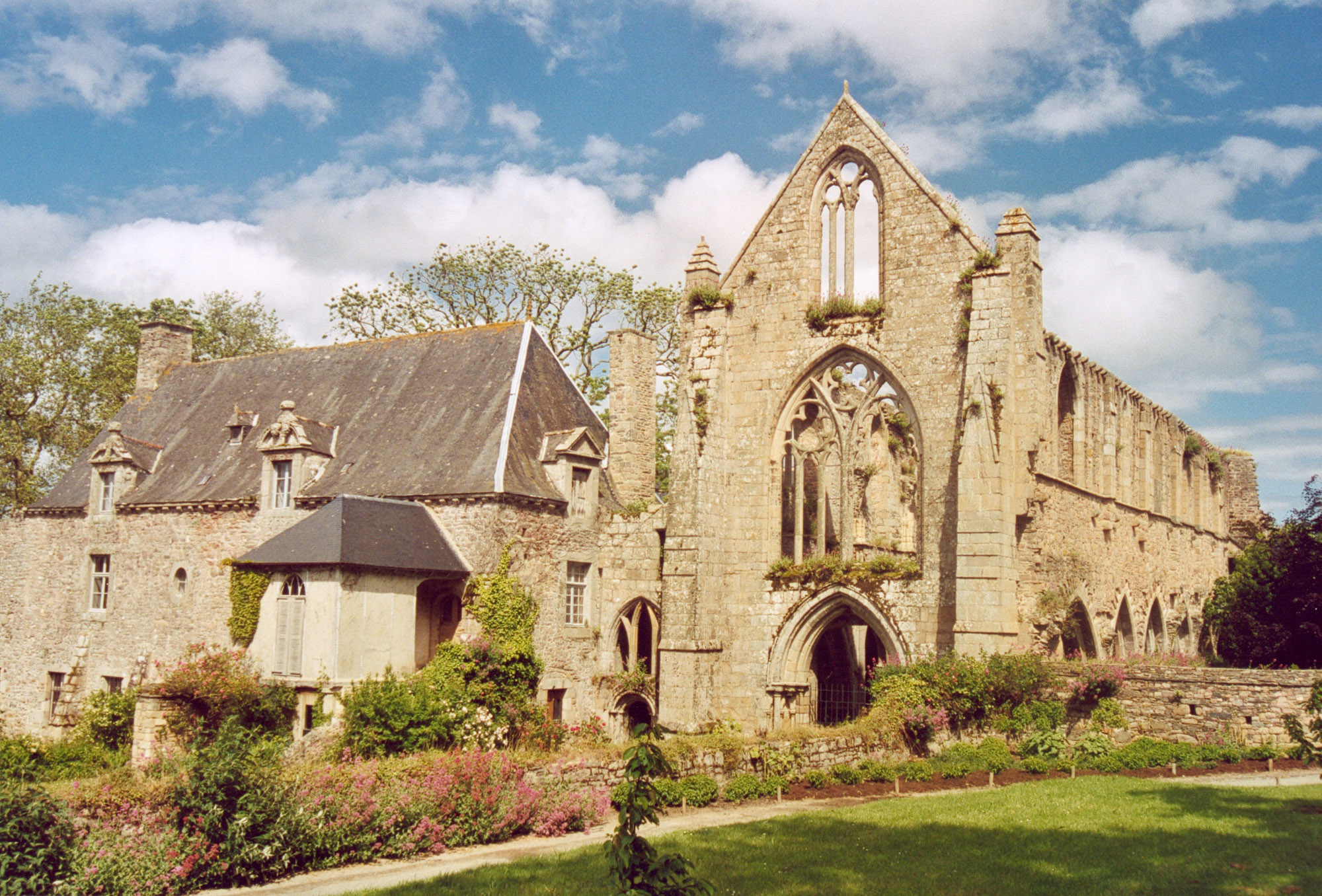
Ruinas de la abadía de Beauport, en Paimpol, fundada en 1202

La sede de la diócesis se encuentra en la ciudad de Saint-Brieuc, en donde se halla la Catedral basílica de San Esteban. En Tréguier se halla la excatedral basílica de San Tugdual (diócesis de Tréguier).

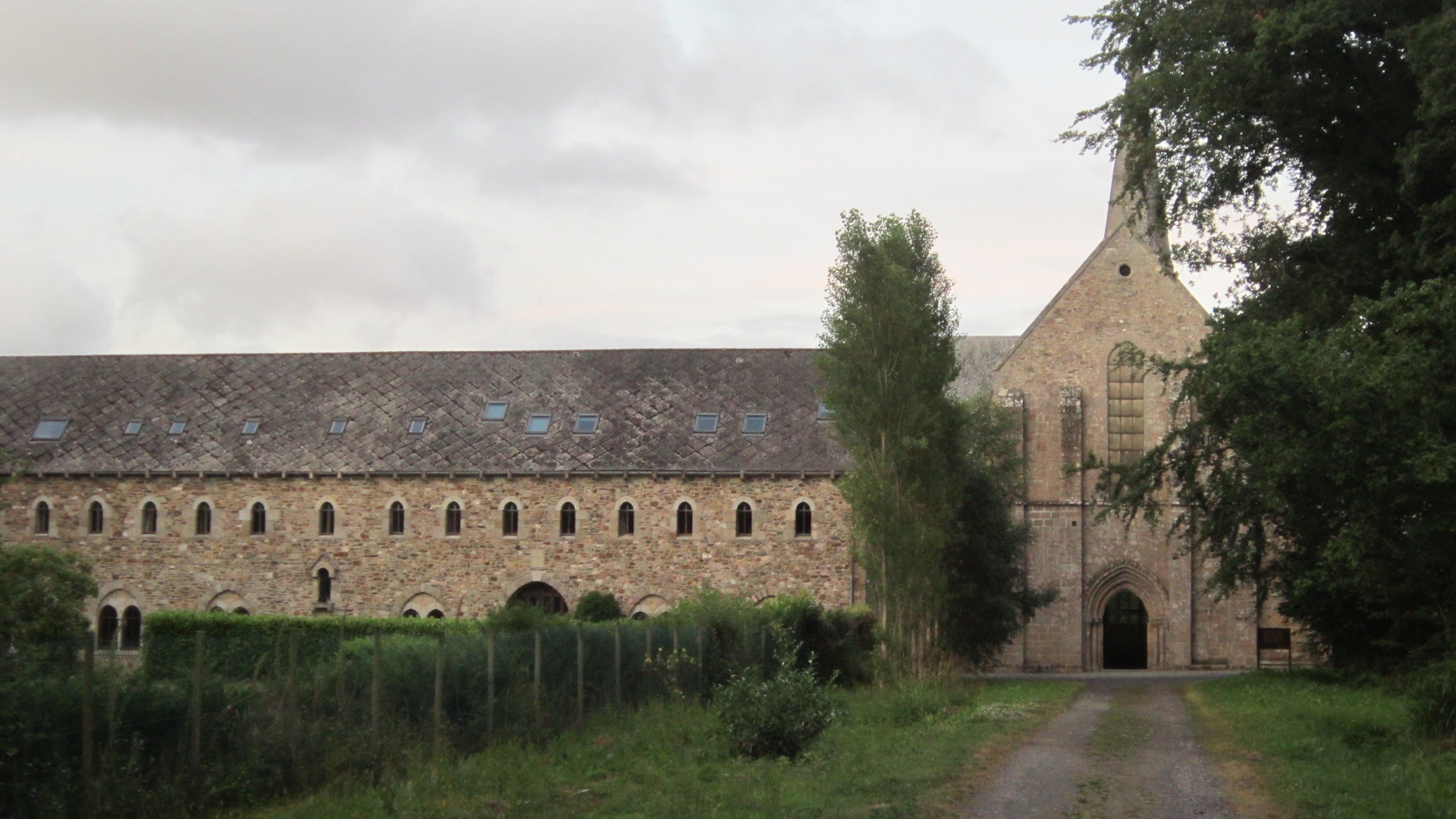
Abadía de Boquen, en Plénée-Jugon, fundada en 1137

En 2022 en la diócesis existían 48 parroquias agrupadas en 7 zonas pastorales: Lamballe, Dinan, Loudéac, Guingamp, Lannion, Paimpol y Rostrenen.

## Historia
Los orígenes de la diócesis son inciertos. La tradición, que parte del siglo XI, vincula su nacimiento con la fundación de un monasterio en el siglo VI por el monje galés Brioc (Brieuc en francés). Su Vita no le otorga el título de obispo. Tras la invasión de los normandos, sus reliquias fueron trasladadas a Angers poco después de mediados del siglo IX; la inscripción añadida posteriormente lo califica como el primer obispo de Saint-Brieuc.
Según una crónica del siglo XII el Indiculus de episcoporum depositone, la diócesis de Saint-Brieuc fue una de las diócesis erigidas en 848 por el primer rey bretón Nominoe en relación con la reforma de la Iglesia bretona llevada a cabo por el rey. Algunos historiadores consideran fiable este testimonio, aunque con la debida cautela; entre ellos Duchesne, que cree que el monasterio de San Brieuc fue elevado al rango de diócesis por Nominoe. Según este autor, en la carta de invitación al Concilio de Savonnières de 859 se mencionan dos obispos, entre otros, Felice y Garnobrio (o Garurbrio), a quienes no se puede atribuir con certeza ninguna sede; para Duchesne, eran los obispos de Tréguier y Saint-Brieuc.
El primer obispo históricamente atestiguado es Adam, mencionado en 1032 en el acta de fundación de la abadía de San Jorge de Rennes.
La diócesis era sufragánea de la arquidiócesis de Tours. Esta dependencia fue puesta en duda cuando los reyes de Bretaña, en un intento de crear una Iglesia bretona autónoma, elevaron la diócesis de Dol a sede metropolitana de todas las sedes bretonas en el siglo IX. Esta decisión real nunca fue aprobada por los papas y arzobispos de Tours; sin embargo, la cuestión no terminó hasta finales del siglo XII con una decisión del papa Inocencio III, que sometió todas las diócesis bretonas a Tours.
En la época del obispo Saint Guillaume Pinchon (siglo XIII) se inició la construcción de la catedral en estilo gótico.
En 1664 el obispo Denis de La Barde estableció el seminario diocesano; en el siglo XIX se construyeron tres seminarios menores, en Dinan, en Tréguier y en Plouguernével. Entre 1925 y 1927 el seminario mayor fue reconstruido de forma monumental.
Antes de la Revolución francesa, la diócesis incluía aproximadamente 120 parroquias agrupadas en dos arcedianatos, Goëlo y Penthièvre. A la diócesis también pertenecían cuatro grandes abadías: Beauport (en Paimpol), Saint-Aubin des Bois (en Plédéliac), Lanthénac (en La Ferrière) y Boquen (en Plénée-Jugon).
Tras el concordato mediante la bula Qui Christi Domini del papa Pío VII del 29 de noviembre de 1801, la diócesis se amplió incorporando la mayor parte de la diócesis de Tréguier, así como algunas porciones de las diócesis de Dol y Saint-Malo. Todas estas diócesis fueron abolidas. Incorporaba también algunas parroquias que pertenecían a las diócesis de Quimper y Vannes; al mismo tiempo cedió a esta última dos parroquias.
El 23 de enero de 1852, a los obispos de Saint-Brieuc se les permitió añadir a su título el de obispos de Tréguier.
El 3 de enero de 1859 la diócesis pasó a formar parte de la provincia eclesiástica de la arquidiócesis de Rennes.
Con una orden episcopal del 16 de julio de 1997, Lucien Fruchaud fusionó las parroquias de la diócesis, reduciendo su número de más de 400 a 70, posteriormente reducido a las 61 actuales.

## Estadísticas
Según el Anuario Pontificio 2023 la diócesis tenía a fines de 2022 un total de 595 000 fieles bautizados.
| Año                                                                             | Población            | Población | Población      | Sacerdotes | Sacerdotes    | Sacerdotes    | Bautizados por sacerdote | Diáconos permanentes | Religiosos | Religiosos | Parroquias |
| Año                                                                             | Bautizados católicos | Total     | % de católicos | Total      | Clero secular | Clero regular | Bautizados por sacerdote | Diáconos permanentes | Varones    | Mujeres    | Parroquias |
| ------------------------------------------------------------------------------- | -------------------- | --------- | -------------- | ---------- | ------------- | ------------- | ------------------------ | -------------------- | ---------- | ---------- | ---------- |
| 1950                                                                            | 509 000              | 509 898   | 99.8           | 1039       | 971           | 68            | 489                      |                      | 85         | 2800       | 412        |
| 1970                                                                            | 503 000              | 506 102   | 99.4           | 810        | 740           | 70            | 620                      |                      | 188        | 2681       | 416        |
| 1980                                                                            | 514 000              | 528 000   | 97.3           | 611        | 575           | 36            | 841                      |                      | 103        | 2185       | 416        |
| 1990                                                                            | 536 000              | 549 000   | 97.6           | 484        | 438           | 46            | 1107                     | 3                    | 98         | 1928       | 416        |
| 1999                                                                            | 522 000              | 542 000   | 96.3           | 391        | 346           | 45            | 1335                     | 9                    | 75         | 1340       | 70         |
| 2000                                                                            | 520 000              | 542 373   | 95.9           | 392        | 343           | 49            | 1326                     | 9                    | 73         | 1320       | 70         |
| 2001                                                                            | 541 523              | 542 373   | 99.8           | 383        | 335           | 48            | 1413                     | 9                    | 74         | 1260       | 70         |
| 2002                                                                            | 541 523              | 542 373   | 99.8           | 353        | 305           | 48            | 1534                     | 9                    | 66         | 1412       | 70         |
| 2003                                                                            | 541 323              | 542 373   | 99.8           | 383        | 335           | 48            | 1413                     | 12                   | 66         | 1381       | 64         |
| 2004                                                                            | 541 323              | 542 373   | 99.8           | 306        | 258           | 48            | 1769                     | 15                   | 64         | 1354       | 64         |
| 2010                                                                            | 571 000              | 574 000   | 99.5           | 235        | 215           | 20            | 2429                     | 20                   | 30         | 858        | 61         |
| 2014                                                                            | 582 000              | 591 641   | 98.4           | 173        | 165           | 8             | 3364                     | 26                   | 21         | 726        | 58         |
| 2017                                                                            | 587 300              | 597 397   | 98.3           | 150        | 139           | 11            | 3915                     | 33                   | 23         | 643        | 53         |
| 2020                                                                            | 599 400              | 618 478   | 96.9           | 124        | 114           | 10            | 4833                     | 34                   | 14         | 500        | 48         |
| 2022                                                                            | 595 000              | 613 000   | 97.1           | 116        | 105           | 11            | 5129                     | 37                   | 15         | 492        | 48         |
| Fuente: Catholic-Hierarchy, que a su vez toma los datos del Anuario Pontificio. |                      |           |                |            |               |               |                          |                      |            |            |            |

## Episcopologio
- Adam † (mencionado en 1032)
- Hamon † (antes de 1075-circa 1088 falleció)
- Guillaume I † (antes de 1090-circa 1099 falleció)[nota 2]
- Jean I † (antes de 1109-después de 1133)
- Rolland † (antes de 1144[nota 3]-5 de octubre de 1147 falleció)
- Geoffroy I † (mencionado en 1149)
- Joscion (Josthon) † (circa 1150-1157[nota 4] nombrado arzobispo de Tours)
- Judicaël † (circa 1157-1161 falleció)[nota 5]
- Geoffroy II † (antes de 1164-1202 falleció)
- Josselin † (antes de octubre de 1202-1206 falleció)
- Guillaume II † (1207-1208 falleció)
- Pierre † (antes de noviembre de 1208-25 de agosto de 1212 falleció)
- Sylvestre † (1213-1220 falleció)
- San Guillaume Pinchon † (1220-29 de julio de 1234 falleció)
- Philippe † (1235-1248[nota 6] falleció)
- André I † (antes de 1251-inicios de 1256 falleció)
- Raoul † (23 de febrero de 1257-después de noviembre de 1259 falleció)
- Simon † (circa enero de 1260-1271 falleció)
- Pierre de Vannes † (julio de 1271-después de 1290)[nota 7]
- Geoffroy III † (antes de 1295-1312 falleció)
- Alain de Lamballe † (8 de enero de 1313-1320 falleció)
- Jean d'Avaugour † (15 de febrero de 1320-27 de abril de 1328 nombrado obispo de Dol)
- Matthieu Ferrand † (13 de julio de 1328-1329 renunció)
- Raoul de La Flèche † (23 de enero de 1329-17 de marzo de 1335 falleció)
- Gui de Montfort † (1335[nota 8]-1357 falleció)
- Hugues de Montrelais † (21 de agosto de 1357-20 de diciembre de 1375 renunció)
- Laurent de La Faye † (2 de enero de 1376-6 de agosto de 1379 nombrado obispo de Avranches)
- Guillaume Beschard † (6 de agosto de 1379-1385 falleció)
- Guillaume Anger † (7 de junio de 1385-22 de marzo de 1404 falleció)[nota 9]
- Jean de Malestroit † (2 de mayo de 1404-17 de julio de 1419 nombrado obispo de Nantes)
- Alain de la Rue † (18 de septiembre de 1419-4 de junio de 1424 falleció)
- Guillaume Brillet † (7 de julio de 1424-26 de septiembre de 1427 nombrado obispo di Rennes)
- Guillaume Eder † (15 de marzo de 1428-1431 falleció)
- Hervé Huguet † (29 de enero de 1432-después del 17 de marzo de 1436 falleció)
- Olivier du Tillay II † (4 de julio de 1436-1438 falleció)
- Jean Prigent † (27 de febrero de 1439-25 de abril de 1450 nombrado obispo de Saint-Malo)
- Jean L'Espervier † (25 de abril de 1450-15 de julio de 1450 nombrado obispo de Saint-Malo)
  - Jacques Pencoel † (15 de julio de 1450-? renunció) (obispo electo)
- Jean Prigent † (después del 15 de julio de 1450-1471 o 1472 falleció)[nota 10]
- Pierre de Montfort de Laval † (19 de febrero de 1472-8 de octubre de 1473 nombrado arzobispo de Reims)
  - Pierre de Montfort de Laval † (8 de octubre de 1473-8 de octubre de 1476 renunció) (administrador apostólico)
- Christophe de Penmarch † (14 de enero de 1478-17 de diciembre de 1505 falleció)
- Olivier du Châtel † (9 de marzo de 1506-16 de mayo de 1525 falleció)
- Jean de Rieux † (6 de septiembre de 1525-1544 renunció)
- François de Mauny † (8 de junio de 1545-13 de septiembre de 1553 nombrado arzobispo de Burdeos)
  - Jean du Bellay † (13 de septiembre de 1553-18 de septiembre de 1553 renunció) (administrador apostólico)
- Jean du Tillet † (18 de septiembre de 1553-5 de agosto de 1564 nombrado obispo de Meaux)
- Nicolas Langelier † (5 de agosto de 1564-24 de septiembre de 1595 falleció)
  - Sede vacante (1595-1601)
- Melchior de Marconnay † (19 de noviembre de 1601-7 de marzo de 1618 falleció)
- André Le Porc de la Porte † (3 de septiembre de 1618-22 de junio de 1631 falleció)
- Etienne de Vilazel (Virazel) † (10 de noviembre de 1631-1 de junio de 1641 falleció)
- Denis de La Barde † (26 de mayo de 1642-22 de mayo de 1675 falleció)
- Hardouin Fortin de la Hoguette † (23 de marzo de 1676-15 de julio de 1680 nombrado obispo de Poitiers)
- Louis-Marcel de Coëtlogon-Méjusseaume † (1 de septiembre de 1681-7 de septiembre de 1705 nombrado obispo de Tournai)
- Louis Frétat de Boissieu † (7 de septiembre de 1705-29 de septiembre de 1720 falleció)
- Pierre-Guillaume de La Vieuxville-Pourpris † (28 de mayo de 1721-4 de septiembre de 1727 falleció)
- Louis-François de Vivet de Montclus † (8 de marzo de 1728-1 de diciembre de 1744 renunció[nota 11])
- Hervé-Nicolas Thépault de Brignou † (18 de diciembre de 1744-26 de enero de 1766 falleció)
- François Bareau de Girac † (6 de agosto de 1766-25 de enero de 1770 renunció[nota 12])
- Jules-Basile Ferron de La Ferronnays † (12 de marzo de 1770-2 de marzo de 1775 renunció[nota 13])
- Hugues-François de Regnault-Bellescize † (29 de mayo de 1775-20 de septiembre de 1796 falleció)
  - Sede vacante (1796-1802)
- Jean-Baptiste-Marie Caffarelli † (29 de abril de 1802-11 de enero de 1815 falleció)
  - Sede vacante (1815-1819)
- Mathias Le Groing de La Romagère † (23 de agosto de 1819-19 de febrero de 1841 falleció)
- Jacques-Jean-Pierre Le Mée † (12 de julio de 1841-31 de julio de 1858 falleció)
- Guillaume-Elisée Martial † (27 de septiembre de 1858-26 de diciembre de 1861 falleció)
- Augustin David † (7 de abril de 1862-27 de julio de 1882 falleció)
- Eugène-Ange-Marie Bouché † (25 de septiembre de 1882-4 de junio de 1888 falleció)
- Pierre-Marie-Frédéric Fallières † (30 de diciembre de 1889-11 de mayo de 1906 falleció)
- Jules-Laurent-Benjamin Morelle † (13 de julio de 1906-10 de enero de 1923 falleció)
- François-Jean-Marie Serrand † (4 de junio de 1923-20 de marzo de 1949 falleció)
- Armand Coupel † (20 de marzo de 1949 por sucesión-19 de enero de 1961 renunció[nota 14])
- François-Louis-Marie Kervèadou † (19 de enero de 1961-2 de octubre de 1976 renunció)
- Pierre Jean Marie Kervennic † (2 de octubre de 1976-21 de diciembre de 1991 falleció)
- Lucien Fruchaud (17 de julio de 1992-20 de agosto de 2010 retirado)
- Denis Moutel, desde el 20 de agosto de 2010